# (579) Sidonia
(579) Sidonia ist ein Asteroid des Hauptgürtels, der am 3. November 1905 von August Kopff in Heidelberg entdeckt wurde.
Benannt ist der Asteroid nach einer Figur aus der Oper Armide von Christoph Willibald Gluck.

## Trivia
Der Name des Asteroiden wurde 1945 verwendet für die Taufe des US-amerikanischen Angriffsfrachtschiffs (Attack Cargo Ship) der Artemis-Klasse USS Sidonia (AKA-42).